# 鉄門野球部
鉄門野球部は、東京大学大学院医学系研究科・医学部の学生で構成されている準硬式野球チーム。
2014年秋季まで全日本大学準硬式野球連盟傘下の新関東大学準硬式野球連盟にも所属していたが、2015年よりこれを脱退し、春季・秋季のリーグ戦は関東医科リーグに専念することとなった。
創部は1962年で、初代部長は小坂樹徳東大名誉教授・虎の門病院名誉院長。歴代部長を森岡恭彦、尾形悦郎、前川和彦、上西紀夫、中村耕三らが務める。黒川清東大名誉教授もOB。
東京大学には東京大学運動会準硬式野球部という別の準硬式野球チームも存在するが、こちらは東京大学運動会に属する全学の部活動であり、学内での管轄も加盟する連盟も異なる。なお、医学部・理科三類の学生でもこの運動会の部に所属することはできる。
平成5年および平成9年、東日本医科学生総合体育大会準優勝。